# Ambrosio (Cabimas)
Ambrosio es uno de los sectores que forman la ciudad de Cabimas en el estado Zulia, en Venezuela. Pertenece a la parroquia Ambrosio.

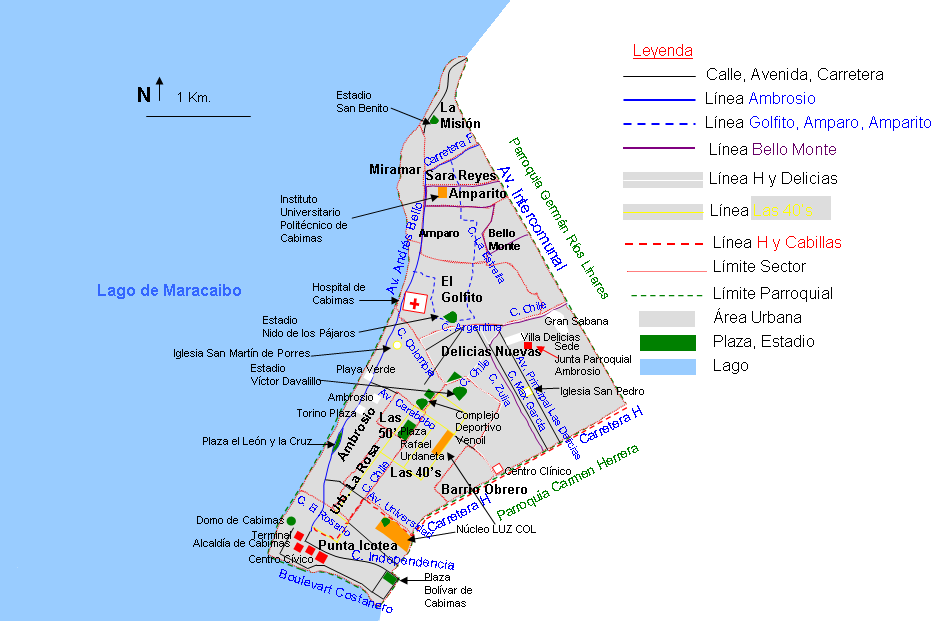

## Ubicación
Ambrosio se encuentra entre los sectores, El Golfito y Barrio Miramar, al norte (calle Argentina), las 50's (calle Carabobo) y Punta Icotea (calle el Rosario)y la Urb La Rosa (Av. Principal las 40's); al sur, el lago de Maracaibo; al oeste, Delicias Nuevas (calles Colombia y Chile), Las 40's (calle Chile), Las 50's (calle 3 las 50's) y la Rosa (calle E-4) al este.

## Historia
Ambrosio fue fundado por pescadores a comienzos del siglo XIX. En un principio, era un pueblo separado de Cabimas pero, con la fundación de sectores vecinos como la urbanización La Rosa, al inicio de la explotación petrolera, Ambrosio quedó conectado con Cabimas, y se convirtió en uno de sus sectores. En Ambrosio sobreviven antiguas tradiciones, como la procesión de San Benito de Palermo, que se celebra el 27 de diciembre o el 6 de enero de cada año.
Con la creación del municipio Cabimas en 1989 Ambrosio le dio nombre a la parroquia donde se encuentra.

## Zona Residencial
Ambrosio es una estrecha franja a orillas del lago de Maracaibo, cuenta con los edificios más altos de Cabimas (Torino Plaza 17 pisos, edificio más alto de la costa oriental del lago de Maracaibo), Playa Verde 14 pisos), y otros como residencias Ambrosio (10 pisos), el Hotel Cabimas International 7 pisos, la plaza el León, el Colegio Yoly Teresa Murzi, el liceo Pedro J. Hernández, el estadio el Venoil (el estadio más viejo de Cabimas, construido por la Venezuelan Oil Concesions VOC).

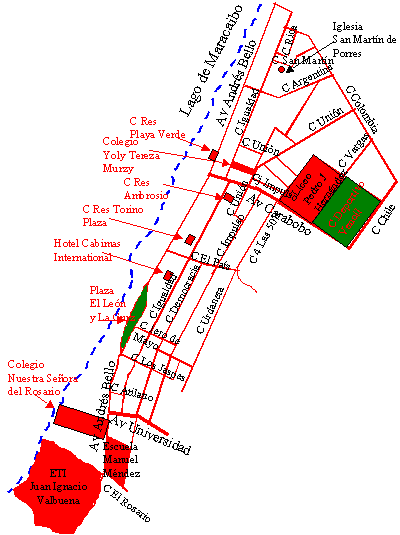

## Vialidad y Transporte
La vía principal de Ambrosio es la Av Andrés Bello que lo define, cuenta además con un sector más ancho donde las calles tienen nombres de Países de América del Sur: Colombia, Brasil, Argentina, Chile, Perú, y otras como la Córdoba. Por la av Andrés Bello pasa la línea Ambrosio, por la Chile pasan Las 40's y H y Delicias.

## Línea Ambrosio
La línea de carritos por puesto Ambrosio es la empresa con la patente de la ruta por el sector, su recorrido principal es por la avenida Andrés Bello desde el terminal hasta la carretera F donde pasa entre los sectores La Misión y Sara Reyes y atraviesa la avenida Intercomunal antes de devolverse esta vez por el inicio de la avenida Andrés Bello desde el distribuidor el Rosario en el sector la Misión. Su parada está en la carretera F detrás de la bomba conocida como CVP frente a PetroCabimas.
Por petición de los vecinos la línea creó una ruta alterna Golfito - Amparo - Amparito que con el mismo distintivo de Ambrosio con esos nombres en el vidrio delantero. Esta sigue la avenida Andrés Bello hasta entrar al Golfito por la calle Independencia (luego del Hospital de Cabimas), cruza para pasar por el estadio Nido de los pájaros, toma la calle Rosario (del Golfito) para pasar por frente a la escuela y se desvía para recorrer el Amparo y El Amparito por la calle Urdaneta y el Amparito por la calle Unión hasta alcanzar la carretera F.

## Sitios de Referencia
- E/S El Cordobez.
- Iglesia San Martín de Porres.

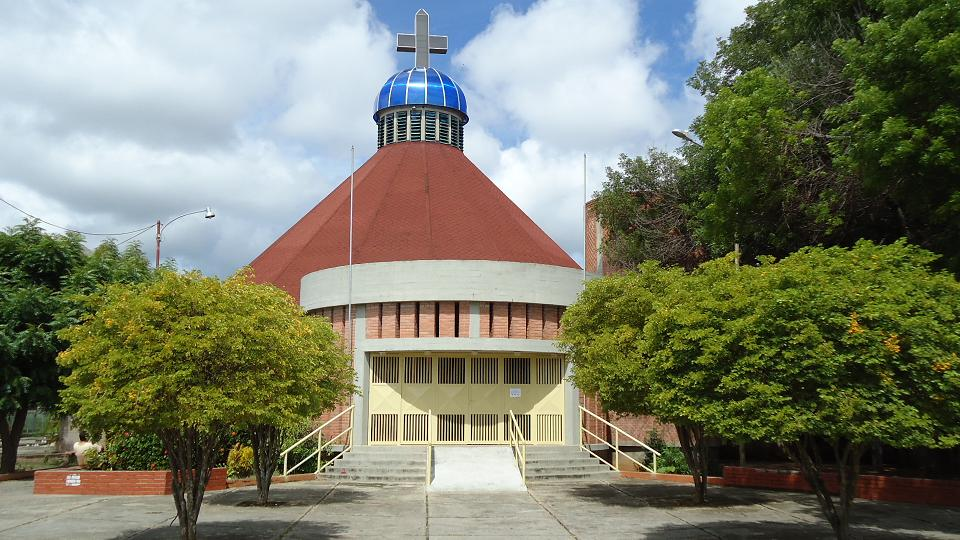
Iglesia San Martín de Porres. Calle Igualdad

- Liceo Pedro J Hernández. Av. Carabobo
- Colegio Yoly Teresa Murzi.
- Colegio Virgen del Rosario. Av. Andrés Bello, av Universidad
- Colegio Mi Ángel de la Guarda. Av Andrés Bello
- Heladería Rigoletto. Carretera "H"
- Hotel Cabimas International. Av. Andrés Bello
- Panadería Il Castello. Av. Universidad
- Plaza El León y la Cruz. Av. Andrés Bello
- Plaza El Estudiante. Calle Colombia en el cruce hacia la calle Igualdad. Sector Ambrosio
- Residencias Ambrosio.
- Residencias Playa Verde. Av. Andrés Bello
- Residencias Torino Plaza. Av. Andrés Bello
- Escuela Manuel Méndez. Av. Andrés Bello, calle el Rosario
- Escuela Técnica Industrial "Juan Ignacio Valbuena". Av. Andrés Bello, calle el Rosario